# Padiglione di Arianna nel giardino di Villa Medici a Roma
Il padiglione di Arianna nel giardino di Villa Medici a Roma è un dipinto a olio su tela (44x38 cm) realizzato nel 1650 circa dal pittore Diego Velázquez. È conservato nel Museo del Prado.
L'edificio raffigurato esiste ancora oggi, perfettamente intatto.